# Conchita Núñez
Conchita Núñez (* 1943; † 27. Juni 2009) war eine spanische Schauspielerin und Synchronsprecherin.
Núñez begann in den frühen 1960er Jahren als Schauspielerin; ab der folgenden Dekade wandte sie sich der Synchronarbeit zu, wobei sie von Cartoons (unter anderem sprach sie den Peter [sic!] in der Serie Heidi) über Fernsehserien (spanische Stimme von Linda Evans in Der Denver-Clan) und Spielfilmen in allen Bereichen des Films tätig war.

## Filmografie (Auswahl)
- 1965: Blei ist sein Lohn (Ocaso de un pistolero)